# Thees Uhlmann (Album)
Thees Uhlmann ist das erste Soloalbum des gleichnamigen Indie-Rock-Künstlers Thees Uhlmann. Es beinhaltet elf Songs, darunter drei Singleauskopplungen. Am 30. März 2012 erschien eine Special Fan Edition des Albums, auf der Akustik-Versionen, neue Songs und ein Tourtagebuch enthalten ist.

## Kritiken
Die Kritiken fielen überwiegend positiv aus. Motor.de schrieb: „Das erste Solo-Album vom Tomte-Sänger zeigt einige neue Facetten des deutschen Indie-Rock-Darlings. Seine Stammband hat der umtriebige Sympath kurzerhand gegen andere exzellente Musiker ausgetauscht. Und mit ihnen im Rücken, das sei vorweggenommen, schwingen sich die Uhlmann'schen Hymnen in andere, aber nicht minder luftige Sphären hinauf. Genau deshalb hat "Thees Uhlmann" seine Berechtigung – als Mensch sowieso, als Album aber eben auch.“ Laut.de schrieb: "Uhlmann bietet kein belangloses Autoren-Kino, sondern lässt von Beginn an die große Cinemascope-Leinwand leuchten. Gleich einem Old Shatterhand, getrennt von seinen Winnetou-Tomte, macht er sich unverzagt auf den Weg in die deutsche Sehnsuchts-Prärie." Rollingstone.de fasste die Kritik zusammen und schrieb: "Wäre dieses Album – frei nach der Rhetorik des Tomte-Sängers – ein Film, wäre es wohl Forrest Gump: ein ergreifendes Schmierentheater."

## Erfolge
Das Album war recht erfolgreich, es erreichte Platz 4 der deutschen Album-Charts. In Österreich schaffte es immerhin auf Platz 16. Von drei Singleauskopplungen erreichte allerdings nur Zum Laichen und Sterben ziehen die Lachse den Fluss hinauf Platz 52 der Single-Charts.

## Trackliste
1. Zum Laichen und Sterben ziehen die Lachse den Fluss hinauf – 3:40
2. Die Nacht war kurz (ich stehe früh auf) – 3:43
3. & Jay-Z singt uns ein Lied (feat. Casper) – 4:58
4. 17 Worte – 3:46
5. Die Toten auf dem Rücksitz – 4:03
6. Sommer in der Stadt – 4:07
7. Römer am Ende Roms – 4:52
8. Das Mädchen von Kasse 2 – 4:22
9. Lat: 53.7 Lon: 9.11667 – 3:07
10. Paris im Herbst – 4:08
11. Vom Delta bis zur Quelle – 4:32

Special Fan Edition:
1. Zum Laichen und Sterben ziehen die Lachse den Fluss hinauf (MDR Sputnik Version) – 6:26
2. Die Toten auf dem Rücksitz (Tape.TV Version)  – 4:11
3. & Jay-Z singt uns ein Lied (Tape.TV Version) – 3:46
4. Lat:53.7 Lon: 9.11667 (1Live Version) – 3:41
5. Sommer in der Stadt (TV Noir Version) – 4:48
6. Stromkastengeschichten – 4:11
7. Ein bisschen Seele – 2:52
8. On a Plain – 3:00
9. It's Good to Be Free – 3:08
10. Van Diemen's Land (TV Noir Version) – 3:33
11. Tourtagebuch – 20:45